# Weissia sharpii
Weissia sharpii är en bladmossart som beskrevs av Lewis Edward Anderson och B. A. E. Lemmon 1973. Weissia sharpii ingår i släktet krusmossor, och familjen Pottiaceae. Inga underarter finns listade i Catalogue of Life.